# Ant-Man et la Guêpe
Série l'univers cinématographique Marvel
Avengers: Infinity War
(2018) Captain Marvel
(2019)
Série Ant-Man
Ant-Man
(2015) Ant-Man et la Guêpe : Quantumania
(2023)
Pour plus de détails, voir Fiche technique et Distribution.
Ant-Man et la Guêpe (Ant-Man and the Wasp) est un film américano-canadien de super-héros réalisé par Peyton Reed, sorti en 2018.
Suite d’Ant-Man (2015) du même réalisateur, il s'agit du vingtième film de l'univers cinématographique Marvel et du huitième de la phase trois.
À la suite des événements survenus entre Captain America et Tony Stark, Scott Lang doit trouver le bon équilibre entre sa vie de super-héros et celle de père de famille. C'est alors qu'il est contacté par le Dr Hank Pym et sa fille Hope van Dyne qui le chargent d'une nouvelle mission. Ant-Man, cette fois-ci aidé de la Guêpe, est confronté à un nouvel ennemi : le Fantôme.

## Synopsis
Après avoir combattu aux côtés de Captain America en Allemagne, Scott Lang tente de gérer l'entreprise de sécurité qu'il vient de créer avec ses amis Luis, Dave et Kurt, et d'assumer ses responsabilités de père envers sa fille Cassie qui lui rend régulièrement visite. Sa situation se complique après un étrange rêve très réaliste le mettant en scène dans la Dimension subatomique, puis dans le corps d'une femme jouant à cache-cache avec sa fille. Scott appelle le Dr Hank Pym et lui raconte son rêve. Pym envoie Hope enlever discrètement Scott. Celui-ci apprend alors que Pym a secrètement construit un tunnel quantique pour retourner dans la Dimension subatomique, où s'est fait piéger sa compagne Janet van Dyne depuis 1987. Apparemment, Janet aurait transmis sa position à Scott : la femme de son rêve n'était autre que Janet elle-même et la petite fille était Hope.
Pour finir le tunnel quantique, il manque une pièce. Hope va la récupérer auprès de leur fournisseur : Sonny Burch, un trafiquant de technologie. Burch a cependant fini par apprendre la véritable identité de Hope (qui lui a dit qu'elle s'appelait Susan) grâce à une taupe au FBI et refuse de lui donner la pièce manquante, préférant envisager une association durable entre eux qui serait bien plus lucrative. Hope enfile alors son nouveau costume de Guêpe, défait les hommes de main de Burch et récupère le composant. Elle est aussitôt attaquée par une étrange femme masquée capable de traverser la matière. Hope parvient à la repousser avec l'aide de Scott mais la femme vole leur laboratoire miniaturisé avant de s'enfuir.
Comme tous les instruments qui leur permettraient de retrouver leur laboratoire ont été volés en même temps, Hank décide de demander l'aide du Dr Bill Foster, un de ses anciens collègues du SHIELD, avec qui il s'est brouillé. Ce dernier les met sur la voie : il leur suffit d'utiliser un des appareils de leur costume. Scott récupère son ancien costume et en dépit d'un régulateur de taille défectueux, le trio parvient à retrouver le laboratoire. En tentant de s'en emparer, ils sont surpris par la même étrange femme masquée, « le Fantôme », qui les neutralise et les ligote.
À leur réveil, elle leur explique sa situation et ses motivations : elle s'appelle Ava et est la fille d'un ancien collègue de Hank, Elihas Starr. Lorsque Hank a fait renvoyer Elihas, ce dernier a continué ses recherches, mais elles ont mal tourné et la machine qu'il concevait a explosé, tuant les parents d'Ava et créant un déséquilibre moléculaire chez elle. Depuis, cette dernière a développé la faculté de traverser la matière, mais est condamnée à cet état. Bill Foster, qui travaillait encore pour le SHIELD, a tenté de protéger Ava. Mais d'autres au sein du SHIELD ont exploité l'anomalie d'Ava. Ils ont conçu pour elle une tenue de confinement pour lui permettre de maitriser le phasage. Ils ont formé Ava à devenir un agent furtif redoutable. Lorsque le SHIELD est tombé, Foster a emmené Ava et il a conçu une chambre de confinement pour ralentir sa dégénérescence, mais son état empire malgré tout. Ils ont découvert que Hank et Hope construisaient un tunnel quantique, qui pourrait permettre de guérir Ava, mais ôterait en même temps toute chance de revoir Janet. Connaissant désormais les plans d'Ava, le trio s'échappe et reprend la construction du tunnel quantique. Burch et ses hommes ont trouvé Luis et l'obligent à révéler l'emplacement du laboratoire. Ava arrive, récupère l'information et part à la recherche du laboratoire.
Janet se sert du corps de Scott pour indiquer sa position dans la Dimension subatomique mais Burch a prévenu sa taupe chez les autorités, et Hank et Hope sont arrêtés par le FBI, Burch espérant que sa taupe lui remettra le labo miniaturisé. Toutefois Ava récupère le labo en éliminant la taupe, puis Scott libère les Pym et détourne l'attention d'Ava pendant que Hank pénètre dans la Dimension subatomique. La situation se complique quand Burch arrive et les prend en chasse, décidé à récupérer le laboratoire. Hope se débarrasse aisément des poursuivants en changeant la taille de son véhicule à volonté. Scott finit par reprendre le laboratoire à Burch mais son régulateur de taille le bloque en taille géante et l'épuise. Il manque de se noyer dans la baie de San Francisco avant que Hope ne vienne le sauver.
Ava pénètre dans le laboratoire alors que Hank ressort de la Dimension subatomique avec Janet qui est bel et bien vivante ; après 30 ans passés dans la dimension, Janet a absorbé une grande énergie quantique qui lui permet de stabiliser provisoirement la dégénérescence d'Ava. Cette dernière s'enfuit, l'assignation à résidence de Scott touche à sa fin et il reprend son histoire d'amour avec Hope, tandis que Hank et Janet se réinstallent ensemble. Burch est neutralisé et remis à la police par Luis, Dave et Kurt, cette arrestation permettant à l'entreprise de Scott d'obtenir de juteux contrats.
Scène inter-générique
La famille Pym a rétréci le tunnel quantique pour être transporté dans le van de Luis. Scott retourne brièvement dans le Royaume quantique pour récolter des particules subatomiques réparatrices pour Ava. Tandis que Hank, Janet et Hope se tiennent prêts à le faire ressortir, c'est à ce moment qu'intervient le claquement de doigts de Thanos, qui fait disparaître la famille Pym et laisse Scott bloqué dans la Dimension subatomique.
Scène post-générique
Une fourmi agrandie à taille humaine joue de la batterie électrique dans l'appartement de Scott, dans un San Francisco déserté.

## Fiche technique
Sauf indication contraire, les informations mentionnées dans cette section peuvent être confirmées par les bases de données cinématographiques IMDb et Allociné,  présentes dans la section « Liens externes ».
- Titre original : Ant-Man and the Wasp
- Titre français : Ant-Man et la Guêpe
- Réalisation : Peyton Reed
- Scénario : Chris McKenna, Erik Sommers, Paul Rudd, Andrew Barrer et Gabriel Ferrari, d'après les personnages Marvel Comics créés par Stan Lee, Larry Lieber et Jack Kirby
- Musique : Christophe Beck
- Direction artistique : Jay Pelissier, Rachel Block, Michael E. Goldman, Kiel Gookin, Calla Klessig, Domenic Silvestri et Clint Wallace
- Décors : Shepherd Frankel et Gene Serdena[1].
- Costumes : Louise Frogley
- Photographie : Dante Spinotti
- Son : Dan Abrams, Tom Johnson, Douglas Parker, Juan Peralta, Andy Winderbaum, Ryan Stern, Mark Lindauer
- Montage : Dan Lebental et Craig Wood
- Production : Kevin Feige et Stephen Broussard
  - Production déléguée : Stan Lee, Victoria Alonso, Louis D'Esposito et Charles Newirth
  - Production associée : Laura Stoltz et Kevin R. Wright
  - Coproduction : Mitchell Bell et Lars P. Winther
- Sociétés de production[2] :
  - États-Unis : Walt Disney Pictures, présenté par Marvel Studios
  - Canada : avec la participation de la province Ontario, du Crédit d'impôt pour production cinématographique ou magnétoscopique canadienne (CIPC)[3] et le Crédit d'impôt pour services de production de la Colombie-Britannique[4]
- Société de distribution : Walt Disney Studios Motion Pictures
- Budget : 162 millions de $[5]
- Pays de production :  États-Unis,  Canada
- Langues originales : anglais, espagnol, français
- Format[6] : couleur (ACES) (Technicolor) - D-Cinema - 2,39:1 (Cinémascope) (Panavision) - son IMAX 12-Track | Dolby Surround 7.1 | IMAX 6-Track | Dolby Atmos | Auro 11.1 | DTS (DTS: X)
- Genre : action, aventures, comédie, science-fiction, super-héros
- Durée : 118 minutes
- Dates de sortie[7] :
  - États-Unis : 25 juin 2018 (première mondiale à Los Angeles)[8] ; 6 juillet 2018 (sortie nationale) ; 3 septembre 2018 (ressortie en version IMAX)
  - Canada, Québec : 6 juillet 2018[9]
  - France, Belgique, Suisse romande : 18 juillet 2018[10],[11],[12]
- Classification[13] :
  - États-Unis : accord parental recommandé, film déconseillé aux moins de 13 ans (PG-13 - Parents Strongly Cautioned)[Note 2]
  - Canada (Alberta / Colombie-Britannique / Manitoba / Ontario) : certaines scènes peuvent heurter les enfants - accord parental souhaitable (PG - Parental Guidance)
  - Québec : tous publics - déconseillé aux jeunes enfants (G - General Rating)[9]
  - France : tous publics[14]
  - Belgique : potentiellement préjudiciable jusqu'à 12 ans (Mogelijk schadelijk voor kinderen onder de 12 jaar)[11],[15]
  - Suisse romande : interdit aux moins de 10 ans[16]

## Distribution
Sauf indication contraire, les informations mentionnées dans cette section peuvent être confirmées par la base de données cinématographiques IMDb,  présente dans la section « Liens externes ».
- Paul Rudd (VF : Damien Boisseau ; VQ : Patrice Dubois) : Scott Lang / Ant-Man
- Evangeline Lilly (VF : Vanina Pradier ; VQ : Isabelle Leyrolles) : Hope van Dyne / la Guêpe
- Michael Douglas (VF : Hervé Jolly ; VQ : Jacques Lavallée) : Dr Henry « Hank » Pym / l'ancien Ant-Man
- Michelle Pfeiffer (VF : Emmanuèle Bondeville ; VQ : Élise Bertrand) : Dr Janet van Dyne / l'ancienne Guêpe
- Michael Peña (VF : Emmanuel Garijo ; VQ : Hugolin Chevrette-Landesque) : Luis
- Walton Goggins (VF : Mathias Kozlowski ; VQ : Daniel Picard) : Sonny Burch
- Hannah John-Kamen (VF : Marie Tirmont ; VQ : Aurélie Morgane) : Ava Starr / le Fantôme
- Laurence Fishburne (VF : Paul Borne ; VQ : Benoit Rousseau) : Dr Bill Foster
- Bobby Cannavale (VF : Gilles Morvan ; VQ : Thiéry Dubé) : James Paxton
- Judy Greer (VF : Anne Massoteau ; VQ : Julie Burroughs) : Maggie Rae Lang
- David Dastmalchian (VF : Sébastien Desjours ; VQ : Dany Boudreault) : Kurt
- T. I. (VF : Bruno Henry ; VQ : Renaud Paradis) : Dave
- Abby Ryder Fortson (VF : Délia Frankiewicz ; VQ : Alice Déry) : Cassandra « Cassie » Lang
- Randall Park (VF : Jérémy Bardeau ; VQ : François-Simon Poirier) : l'agent Jimmy Woo
- Divian Ladwa (en) (VF : Alexandre Nguyen ; VQ : Éloi Archambeaudoin) : Uzman
- Goran Kostić : Anitolov
- Rob Archer : Knox
- Sean Kleier (en) : l'agent Stoltz
- Michael Cerveris : Elihas Starr
- Riann Steele : Catherine Starr
- Madeleine McGraw : Hope van Dyne, enfant
- Dax Griffin : Hank Pym, jeune
- RaeLynn Bratten : Ava Starr, enfant
- Langston Fishburne : Bill Foster, jeune
- Stan Lee (VF : Jean-Claude Montalban ; VQ : Jean-Jacques Lamothe) : le propriétaire de la voiture qui se fait rétrécir (caméo)
Version française
  - Studio de doublage : Dubbing Brothers[17]
  - Direction artistique : Hervé Rey
  - Adaptation : Philippe Sarrazin

 Source et légende : version française (VF) sur RS Doublage; version québécoise (VQ) sur Doublage.qc.ca

## Production

### Genèse et développement
|                                                                                         |  |  |
| Les acteurs Paul Rudd et Evangeline Lilly reprennent les rôles-titres du premier volet. |  |  |

En juin 2015, soit quelques semaines avant la sortie de Ant-Man, le réalisateur Peyton Reed déclare « si nous avons assez de chance pour faire une suite ou un préquelle, je voudrais le faire. Je suis réellement tombé amoureux de ces personnages. (…) Il y a beaucoup d'histoires à raconter avec Hank Pym. ». En juillet 2015, l'acteur Michael Douglas révèle qu'il n'a pas signé de contrat pour plusieurs films mais qu'il ne serait pas forcément contre. Kevin Feige, président de Marvel Studios, annonce ensuite « Nous avons une idée super cool pour le prochain Ant-Man, et si le public le souhaite, nous trouverons une place pour le faire. ». Peyton Reed explique qu'il y a alors eu des discussions à propos d'un film sur Hank Pym en Ant-Man, avec la possibilité d'y inclure la scène d'ouverture initiale d’Ant-Man avec Jordi Mollà, finalement coupée au montage.
En octobre 2015, Marvel Studios confirme le film et révèle son titre original, Ant-Man and the Wasp. La sortie est alors fixée au 6 juillet 2018. Peyton Reed entre alors en négociations pour reprendre son poste de réalisateur, ce qui est confirmé en novembre 2015. En interview pour MTV, le réalisateur exprime ses intentions :

« L'une des choses importantes que je voulais pour le premier film (…), c'était de souligner la Guêpe, à la fois Hope van Dyne et Janet Van Dyne. C'est crucial. C'est crucial à cause des comics, car hormis pour les premiers tomes d’Ant-Man, la Guêpe était présente dès les années 60 et on les voyait comme un duo romantique autant qu'un duo héroïque. Cela va être amusant de jouer avec ces aspects. (…) Évidemment qu'il y a besoin de superhéroïnes. Nous devons garder les histoires intéressantes et en avoir de nouvelles à raconter. J'aime beaucoup cela avec Ant-Man et la Guêpe, car ils touchent à la politique des genres autant qu'au monde des superhéros. Dans les comics, surtout dans les années 60, la Guêpe version Janet Van Dyne était clairement écrite par des hommes et sans relief. Elle en a eu depuis, c'est l'une des choses qui seront rafraîchissantes dans [ce film], à mon avis (…). »

— Peyton Reed, Music Television (novembre 2015)
Le scénariste Adam McKay, l'un des auteurs du premier film, exprime son intérêt pour cette suite.
En décembre 2015, Peyton Reed explique vouloir donner un ton différent à cette suite et explorer un nouveau genre, même s'il tient à rappeler le style « film de casse » du premier film. Il déclare par ailleurs vouloir insérer de nouvelles séquences de flashbacks pour explorer les diverses identités et la psychologie de Hank Pym. Il rapporte que la préproduction débutera probablement en octobre 2016, pour un tournage prévu courant 2017. Toujours en décembre, les scénaristes Gabriel Ferrari et Andrew Barrer sont engagés pour écrire le script avec l'acteur Paul Rudd. En octobre 2016, Evangeline Lilly révèle que le script initial est achevé et qu'il est en attente de validation par Marvel.

### Attribution des rôles

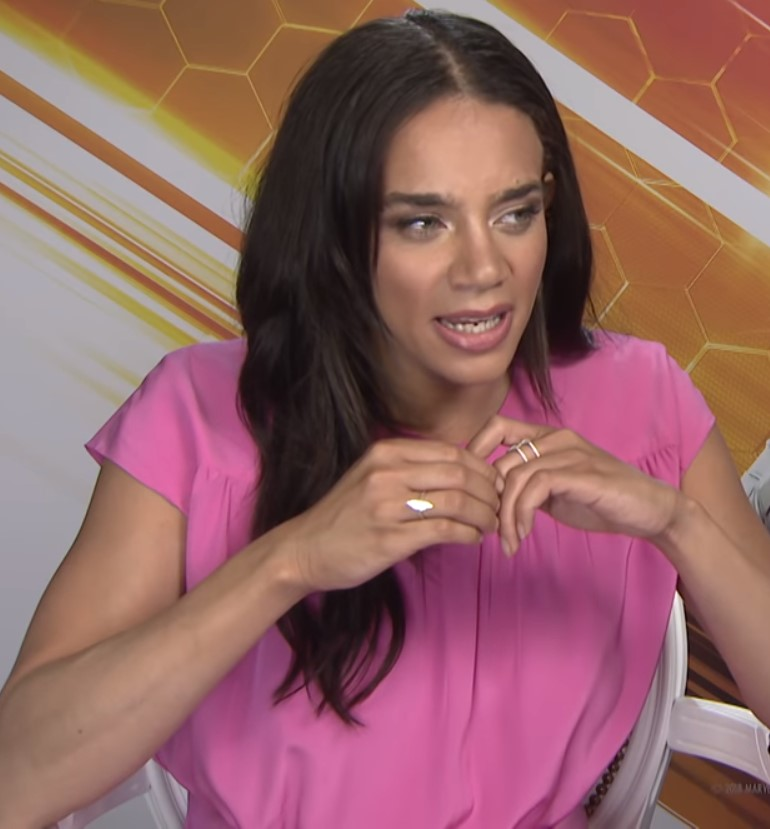
L'actrice Hannah John-Kamen incarne l'une des antagonistes du film.

En février 2017, Michael Douglas confirme son retour dans le rôle de Henry « Hank » Pym. En avril 2017, David Dastmalchian annonce lui aussi son retour dans la peau de Kurt, suivi un mois plus tard par celui du rappeur T.I., qui incarnait Dave dans le premier film.
En mai 2017, Marvel Studios annonce avoir auditionné de nombreuses actrices pour un « rôle clef », qui revient finalement à Hannah John-Kamen, confirmée en juin 2017. Walton Goggins rejoint lui aussi la distribution le même mois. Laurence Fishburne est ensuite annoncé pour camper Bill Foster en juillet 2017.
En juillet 2015, au moment de la sortie du premier film, Michael Douglas exprime son envie de voir sa femme Catherine Zeta-Jones incarner Janet van Dyne, alors qu'Evangeline Lilly espère plutôt Michelle Pfeiffer. C'est bien cette dernière qui obtient le rôle, comme annoncé en juillet 2017. Peu avant la sortie du film, Peyton Reed révélera avoir passé du temps à convaincre Pfeiffer pour le rôle jusqu'au dernier moment, l’actrice lui ayant avoué qu'elle avait des doutes pour le rôle mais finalement elle etait très bonne décris le réalisateur.

### Tournage
Le tournage débute le 1er août 2017 aux Pinewood Atlanta Studios dans le comté de Fayette sous le titre de travail Cherry Blue.
Tout comme le premier film, le tournage a lieu également à San Francisco et est prévu pour durer jusqu'en novembre 2017.
Fin mars 2018, à la suite des projections-tests, les scènes d'ouverture du film ont droit à des reshoots.

## Musique
Albums de Christophe Beck
Anon
(2018) Holmes and Watson
(2018)
Bandes originales de l'univers cinématographique Marvel
Avengers: Infinity War
(2018) Captain Marvel
(2019)
La musique du film est composée par Christophe Beck, déjà à l’œuvre sur Ant-Man.
| No  | Titre                                            | Durée |
| --- | ------------------------------------------------ | ----- |
| 1.  | It Ain’t Over Till the Wasp Lady Stings          | 2:34  |
| 2.  | Prologue                                         | 3:42  |
| 3.  | Ghost in the Machine                             | 1:15  |
| 4.  | World’s Greatest Grandma                         | 1:34  |
| 5.  | A Little Nudge                                   | 3:49  |
| 6.  | Feds                                             | 2:47  |
| 7.  | Ava’s Story                                      | 4:36  |
| 8.  | Wings & Blasters                                 | 1:55  |
| 9.  | Utmost Ghost                                     | 2:28  |
| 10. | Tracker Swarm                                    | 1:27  |
| 11. | Cautious as a Hurricane                          | 2:47  |
| 12. | Misdirection                                     | 2:38  |
| 13. | Quantum Leap                                     | 2:53  |
| 14. | I Shrink, Therefore I Am                         | 1:57  |
| 15. | Partners                                         | 1:52  |
| 16. | Windshield Wipeout                               | 1:37  |
| 17. | Hot Wheels                                       | 1:38  |
| 18. | Revivification                                   | 2:50  |
| 19. | A Flock of Seagulls                              | 1:07  |
| 20. | San Francisco Giant                              | 0:45  |
| 21. | Ghost = Toast                                    | 2:54  |
| 22. | Reduce Yourself                                  | 1:41  |
| 23. | Quit Screwing Around                             | 0:46  |
| 24. | Anthropodie                                      | 4:16  |
| 25. | Baba Yaga Lullaby (featuring David Dastmalchian) | 0:25  |

## Accueil

### Accueil critique
Ant-Man et la Guêpe est bien reçu par la critique américaine lors de sa sortie en salles.
Le site d'agrégation de critiques Metacritic lui donne une note moyenne de 70⁄100 basée sur 56 critiques, alors que le premier film avait reçu une note de 64⁄100.
Le site Rotten Tomatoes donne un taux d'approbation de 88 %, pour une moyenne de 6,9⁄10 et 325 critiques.
Côté presse, la rédaction du Figaro y voit un bon divertissement estival : « Plus réussi que le premier, ce deuxième volet fonctionne comme un divertissement estival, enjoué et bon enfant, bourré d'humour, pétillant et rafraîchissant comme un soda glacé… ». Rolling Stone est conquis : « À mi-chemin entre la grandiloquence du MCU et l'intelligence absurde des plus grandes comédies américaines, on ne peut qu'espérer que ce vent frais continue de souffler sur un monde de super-héros toujours plus humain. ».

### Box-office
Le film connaît un meilleur démarrage au box-office américain que son prédécesseur lors de sa sortie en salles le 6 juillet 2018, amassant 76 millions de dollars de recettes lors de son premier week-end d'exploitation (contre 57 millions pour Ant-Man en 2015),.
En France, il totalise 1 851 813 entrées, un score légèrement supérieur à celui d'Ant-Man et ses 1 762 459 entrées.
| Pays ou région    | Box-office         | Date d'arrêt du box-office | Nombre de semaines |
| ----------------- | ------------------ | -------------------------- | ------------------ |
| États-Unis Canada | 216 648 740 $      | 5 octobre 2018             | 17                 |
| France            | 1 851 813 entrées, | 18 septembre 2018          | 9                  |
| Total mondial     | 622 674 139 $      | 5 octobre 2018             | 17                 |

## Distinctions
Entre 2018 et 2019, le film Ant-Man et la Guêpe a été sélectionné 23 fois dans diverses catégories et a remporté 2 récompenses,.

### Récompenses
2019
- Prix Clio du divertissement (Clio Entertainment Awards) : Prix d'or - 61 secondes et plus pour Adam Cooper.
- Taurus - Prix mondiaux des cascades :
  - Trophée Taureau de la cascade du meilleur combat pour Chris Brewster, Alex Chansky, Shane Habberstad, Ingrid Kleinig, Renae Moneymaker et Marvel Studios.

### Nominations
2018
- Association des critiques de cinéma de Saint-Louis : Meilleur film d'action.
- Association professionnelle d'Hollywood (Hollywood Professional Association Awards) :
  - Meilleur son dans un long métrage pour Tom Johnson, Katy Wood, Addison Teague et Juan Peralta.
- Cercle des critiques de Phoenix (Phoenix Critics Circle) : Meilleur film basé sur un Comics ou un roman graphique.
- Prix Californien des régisseurs (California on Location Awards) :
  - Meilleur régisseur de l'année - Long métrage de studio pour Mike Fantasia et Dan Cooley.
- Prix de la musique hollywoodienne (Hollywood Music In Media Awards (HMMA)) :
  - Meilleure musique originale pour un film de science-fiction, fantastique ou d’horreur pour Christophe Beck.
- Prix IGN du cinéma d'été (IGN Summer Movie Awards) : Meilleur film d'adaptation de Comics.
- Prix Schmoes d'or : Meilleure comédie de l'année.

2019
- Association des critiques de cinéma de Caroline du Nord (North Carolina Film Critics Association) : Prix Talon de goudron pour Peyton Reed.
- Bande-annonce d'or :
  - Meilleure bande-annonce de film d’action à domicile pour Marvel Studios,
  - Meilleure bande-annonce de film fantastique ou aventure à domicile pour Walt Disney Pictures et Trailer Park,
  - Meilleure voix de doublage dans un spot télévisé pour Walt Disney Pictures et AV Squad,
  - Meilleur spot télévisé de film fantastique / aventure pour Walt Disney Pictures et AV Squad,
  - Meilleure bande-annonce de film fantastique ou aventure à domicile pour Adam Cooper.
- Communauté du circuit des récompenses (Awards Circuit Community Awards) : Meilleure équipe de cascadeurs pour George Cottle.
- Prix du guide de cinéma (MovieGuide Awards) : Meilleur film.
- Prix du jeune public :
  - Meilleur film d'action,
  - Meilleur acteur dans un film d'action pour Paul Rudd,
  - Meilleure actrice dans un film d'action pour Evangeline Lilly.
- Société des effets visuels : Meilleur environnement fictif dans un film en prises de vues réelles pour Florian Witzel, Harsh Mistry, Yuri Serizawa et Can Yuksel (pour le voyage au royaume quantique).
- Syndicat des acteurs de cinéma et de télévision aux États-Unis : Meilleure équipe de cascadeurs.
- Taurus - Prix mondiaux des cascades : Meilleure cascadeuse pour Ingrid Kleinig, Renae Moneymaker et Marvel Studios.